# 1563
| [ Edytuj tabelę ]              | |
| Król Polski                    | - 1530 Zygmunt II August 1572 |
| Współksiążęta Andory           | - 1561 Pere de Castellet 1571 - 1555 Joanna d’Albret 1572                                                                                                |
| Król Anglii                    | - 1558 Elżbieta I 1603 |
| Elektor Brandenburgii          | - 1535 Joachim II Hektor 1571 |
| Książę Bawarii                 | - 1550 Albrecht V 1579 |
| Sułtan Brunei                  | - 1521 Abdul Kahar 1575 |
| Cesarz Chin                    | - 1521 Jiajing 1566 |
| Król Czech                     | - 1526 Ferdynand I Habsburg 1564 |
| Król Danii                     | - 1559 Fryderyk II 1588 |
| Dalajlama                      | - 1543 Sonam Gjaco 1588 |
| Cesarz Etiopii                 | - 1559 Minas 1563 - 1563 Sertse Dyngyl 1597 |
| Król Francji                   | - 1560 Karol IX 1574 |
| Król Hiszpanii                 | - 1556 Filip II 1598 |
| Hrabia Holandii                | - 1555 Filip II Habsburg 1572 |
| Stadhouder Holandii            | - 1559 Wilhelm Orański 1567 |
| Szach Iranu                    | - 1524 Tahmasp I 1576 |
| Państwo Wielkich Mogołów       | - 1556 Akbar 1605 |
| Władca Inków                   | - 1558 Titu Cusi Yupanqui 1571 |
| Król Irlandii                  | - 1558 Elżbieta I Tudor 1570 |
| Cesarz Japonii                 | - 1557 Ōgimachi 1586 |
| Kalif                          | - 1520 Sulejman I 1566 |
| Władca Korei                   | - 1545 Myŏngjong 1567 |
| Książę Kurlandii i Semigalii   | - 1561 Gotthard Kettler 1587 |
| Wielki książę litewski         | - 1530 Zygmunt August 1569 |
| Sułtan Maroka                  | - 1557 Abdullah al-Ghalib 1574 |
| Senior Monako                  | - 1532 Honoriusz I 1581 |
| Król Nawarry                   | - 1555 Joanna d’Albret 1572 |
| Król Norwegii                  | - 1559 Fryderyk II 1588 |
| Sułtan Omanu                   | - 1560 Abd Allah ibn Muhammad 1624 |
| Elektor Palatynatu             | - 1559 Fryderyk III 1576 |
| Papież                         | - 1559 Pius IV 1565 |
| Książę Parmy i Piacenzy        | - 1556 Oktawiusz Farnese 1586 |
| Król Portugalii                | - 1557 Sebastian 1578 |
| Książę w Prusach               | - 1525 Albrecht 1568 |
| Car Rosji                      | - 1547 Iwan IV Groźny 1584 |
| Cesarz Rzymski (niemiecki)     | - 1558 Ferdynand I Habsburg 1564 |
| Kapitanowie Regenci San Marino | - 1562 Pier Paolo Bonelli Marc'Antonio Gozi 1563 - 1563 Pier Matteo Belluzzi Pier Paolo Corbelli 1563 - 1563 Ludovico Belluzzi Marc'Antonio Bonetti 1564 |
| Elektor Saksonii               | - 1553 August Wettyn 1586 |
| Król Szkocji                   | - 1542 Maria Stuart 1567 |
| Król Szwecji                   | - 1560 Eryk XIV Waza 1568 |
| Król Tajlandii                 | - 1548 Phra Maha Chakkraphat 1568 |
| Sułtan Turków                  | - 1520 Sulejman Wspaniały 1566 |
| Doża Wenecji                   | - 1559 Giorolamo Priuli 1567 |
| Król Węgier                    | - 1526 Ferdynand I 1564 - 1540 Jan II Zygmunt Zápolya 1571 - 1563 Maksymilian II 1576                                                                    |

Rok 1563 / MDLXIII
stulecia: XV wiek ~
XVI wiek ~
XVII wiek

lata: 1553 «
1558 «
1559 «
1560 «
1561 «
1562 «
1563
» 1564
» 1565
» 1566
» 1567
» 1568
» 1573

## Wydarzenia w Polsce
- W Wilnie zebrał się sejm walny Wielkiego Księstwa Litewskiego[1]
- 7 lipca – Zygmunt August wydał w Wilnie przywilej dopuszczający prawosławnych do najwyższych urzędów Wielkiego Księstwa Litewskiego.
- 22 listopada – w Warszawie rozpoczął obrady sejm[2].

- Rozpoczęła się wojna o Inflanty między Polską, Rosją i Szwecją.
- Postanowiono, że Prusy Książęce mają być przekazane Hohenzollernom brandenburskim po śmierci aktualnego władcy, Albrechta Fryderyka, który był chory psychicznie. Stało się to w 1618 roku.

## Wydarzenia na świecie
- 19 stycznia – na zlecenie sprzyjającego reformacji księcia-elektora Palatynatu Fryderyka rozpoczął się druk Katechizmu Heidelberskiego – jednej z „trzech form jedności” kontynentalnych kościołów reformowanych.
- 30 maja – I wojna północna: zwycięstwo floty szwedzkiej nad duńską w bitwie pod Bornholmem.
- 5 października – podpisano w Kopenhadze sojusz polsko-duński na mocy którego oba państwa zobowiązały się wspólnie wystąpić przeciwko Szwecji i Rosji.
- 4 grudnia – zakończono obrady soboru trydenckiego.

- Został wydany edykt tolerancyjny dla Hugenotów w Saint Germain en Laye. Zaraz po tym wydarzeniu Hugenoci zostali zmasakrowani w Wassy. Początek wojen religijnych we Francji.

## Urodzili się
- 20 kwietnia – Mikołaj Rusca, ksiądz, męczennik, błogosławiony katolicki (zm. 1618)
- 25 sierpnia – Thomas Fritsch, niemiecki kompozytor przełomu renesansu i baroku (zm. 1620)
- 4 września – Wanli, trzynasty cesarz Chin z dynastii Ming (zm. 1620)
- 13 października – Franciszek Caracciolo, duchowny katolicki, święty (zm. 1608)
- 11 listopada – Marcin Śmiglecki, polski filozof, logik i teolog, polemista religijny, jezuita (zm. 1618)

- Tomasz Acerbis, włoski kapucyn, błogosławiony katolicki (zm. 1631)
- Andrzej Batory, książę Siedmiogrodu, biskup warmiński, kardynał (zm. 1599)
- Orazio Gentileschi, włoski malarz okresu baroku, caravaggionista (zm. 1639)
- Hans Henneberger, malarz w Królewcu (zm. 1601)
- Jan de Prado, hiszpański franciszkanin, misjonarz, męczennik, błogosławiony katolicki (zm. 1631)
- Marcin Kazanowski, hetman polny koronny (zm. 1636)
- Jan Huygen van Linschoten, holenderski kupiec, żeglarz i odkrywca (zm. 1611)
- Michael Drayton, angielski poeta (zm. 1631)
- Carolus Piso, francuski lekarz (zm. 1633)
- Polidor Plasden, duchowny katolicki, męczennik, święty (zm. 1591)
- Daniel Sigonius, ksiądz, dziekan dekanatu lelowskieg (zm. 1638)
- Johann Speymann, kupiec i burmistrz Gdańska (zm. 1625)
- Hendrick Cornelisz Vroom, holenderski malarz, grafik, ilustrator i projektant gobelinów (zm. 1640)
- Piotr Młodszy Wężyk Widawski, polski poeta (zm. 1605)

## Zmarli
- 8 stycznia – Andrzej Batory (zm. 1563), węgierski szlachcic, marszałek nadworny.
- 12 stycznia – Makary (metropolita Moskwy), metropolita Moskwy i Wszechrusi (ur. 1482).
- 2 lutego – Hans Neusiedler, niemiecki kompozytor i wirtuoz gry na lutni pochodzenia węgierskiego (ur. 1508).
- 4 lutego – Wilhelm Hohenzollern, arcybiskup ryski (ur. 1498).
- 24 lutego – Franciszek de Guise, drugi książę de Guise (ur. 1519).
- 28 marca – Henricus Glareanus, szwajcarski humanista, historyk, muzyk i poeta (ur. 1488).
- 12 maja – Jan Ocieski, kanclerz wielki koronny (ur. 1501).
- 18 sierpnia – Étienne de La Boétie, radca parlamentu Bordeaux, przyjaciel Montaigne’a (ur. 1530).
- 31 sierpnia – Giovanni Angelo di Montorsoli, włoski rzeźbiarz, uczeń Michała Anioła (ur. 1506).
- 20 października – Pankraz Labenwolf, niemiecki ludwisarz renesansowy (ur. 1492).
- 22 października – Diego de Siloé, hiszpański architekt i rzeźbiarz renesansowy (ur. 1490).
- 5 listopada – Jan II Jakub Heraklid Despot, hospodar Mołdawii (ur. 1511).
- 11 listopada – Francesco Salviati (malarz), włoski malarz okresu manieryzmu (ur. 1510).
- 1 grudnia – Andrea Schiavone, włoski malarz i grafik okresu manieryzm (ur. 1510).
- 5 grudnia – Guriasz (Rugotin), pierwszy prawosławny biskup kazański, święty prawosławny (ur. 1510).
- grudzień – Jan Baptysta Tęczyński – wojewoda bełski (1563) i starosta lubelski (ur. 1540).

- Petrus Artopoeus, niemiecki działacz reformacyjny i teolog luterański (ur. 1491).
- Daði Guðmundsson, islandzki szlachcic i dowódca (ur. 1485).
- Jan Domanowski, biskup żmudzki, wikariusz i oficjał generalny kapituły wileńskiej (ur. 1500).
- Jakub Lubelczyk, polski działacz reformacyjny, pisarz, tłumacz i poeta, pastor kalwiński (ur. 1530).
- Stanisław Mateusz Stadnicki, zagorzały zwolennik reformacji – najpierw luteranizmu, potem kalwinizmu.
- Dymitr Wiśniowiecki Bajda, awanturnik kozacki (ur. 1516)